# مارك فيرمولين
مارك فيرمولين (2 مارس 1979 بهراري في زيمبابوي - ) (بالإنجليزية: Mark Vermeulen)‏ هو لاعب كريكت زيمبابوي. لعب مع منتخب زمبابوي للكريكت وMatabeleland cricket team ‏.

## وصلات خارجية
- مارك فيرمولين على موقع إي آس بي آن كريك إنفو (الإنجليزية)